# Argemir de Còrdova
Argemir o Argimir (Egabrum, actual Cabra, Còrdova, s. IX - Còrdova, 28 de juny de 856) fou un cristià mossàrab; mort màrtir, és venerat com a sant per l'Església catòlica.

## Biografia
Argemir va tenir un càrrec administratiu (censor públic, equivalent a un jutge o governador) a l'emirat de Còrdova a Cabra. Deixà el càrrec i es retirà a un monestir de Còrdova. Acusat de practicar el cristianisme i haver injuriat el profeta Mahoma, fou empresonat, jutjat i, en no voler abjurar de la seva fe, condemnat a mort.
Fou decapitat el 28 de juny de 856 a Còrdova.

## Veneració
El seu cos fou sebollit al monestir dels Sants Màrtirs, prop de la tomba de Sant Iscle; avui les restes són a la basílica de San Pedro de Còrdova.